# نوربيرتو أرايتا
نوربيرتو أرايتا (بالإسبانية: Norberto Arrieta)‏ هو لاعب كرة قدم أرجنتيني في مركز الهجوم، ولد في 23 فبراير 1981 في بوينس آيرس في الأرجنتين. لعب مع ديبورتيس ميليبيلا.